# 大山美信
大山 美信（おおやまよしのぶ、1947年 - 2013年2月1日）は福島県田村郡生まれの洋画家、現代美術家。閉校した文化学院芸術専門学校（埼玉県庄和町）校長、美術団体の一陽会
 の元理事、作品サインはBishin、雅号は音読みで「びしん」。
代表作に「偶景シリーズ」のBODYやハート、ザザンポ がある。

## 経歴
この節の出典:
- 1968年、上京、文化学院美術科入学、抽象絵画の巨匠村井正誠に師事。
- 1970年、 文化学院を卒業。
- 1975年、一陽会会員に推挙される。
- 1976年、 福島県美術博物館（現在の福島県文化センター）に作品を買い上げられる。
- 1978年、 小説「琴爪の箱｣小倉史子（プチマーガレット春の号、集英社334頁より）に挿絵を描く[4]。
- 1980年、第34回福島県総合美術展覧会（県展）の審査員を務める。
- 1982年、雑誌「佼成｣1月号から12月号（佼成出版社）に扉絵を描く。
- 1983年、 母校の文化学院美術科で講師になる。
- 1985年、 埼玉県庄和町（現在の春日部市）文化学院芸術専門学校設立に建築家西村久二[注釈 2]、村井正誠らとともに参加。開校当初から講師を務める。
- 1988年、一陽会委員となる。理事を務めた。
- 1990年、 一陽会を退会。日本美術家連盟会員となる。
- 1996年、 文化学院芸術専門学校の校長に就任する。これより12年間、校長、講師として務めている。
- 2008年、より定年後に東京を離れ、弟が住んでいた縁で長野県軽井沢町へ移住し、絵画の制作に専念する。
- 2013年 、軽井沢の自宅にて亡くなる。享年66歳。

## 展覧会・個展・グループ展
この節の出典:
- 1963年、福島県南美術展、ナムラ賞受賞(福島県郡山市郡山公会堂)（以後64年クサカベ賞65年美術協会賞）
- 1965年、上京より前、公募展第11回一陽展に初出品、以後90年まで出品(東京都美術館)
- 1969年、上京後、第15回一陽展､特待賞受賞（以後73、会友賞）
- 1973年、みゆき画廊､個展（東京都銀座）（以後75、77、79）
- 1974年、第8回現代美術選抜展招待(福島県文化センター美術博物館から、山形県、岩手県、群馬県を巡回)
- 1978年、三桜社画廊（福島県福島市）個展（以後89、09）
- 1979年、毎日新聞社主催の第１４回現代日本美術展（東京都美術館、京都市美術館）
- 1980年、現代マニエリズム展（マニエリスム）招待出品。林紀一郎企画(東京都美術館)、椿近代画廊個展（東京都日本橋）、ギャラリーモテキ個展(東京都銀座)（以後85、87、「偶景シリーズ-シャレコウベ｣96、98、00、01、02、04、06）スペース・ニキ個展（東京都上野）
- 1981年、現代具象秀作展招待出品(池袋サンシャイン美術館)
- 1982年、二・人・の・世・界・展　-今泉忠善/大山美信(船引町中央公民館)
- 1983年、たけいし画廊（東京都板橋区）、ギャラリーアリエス（東京都京橋 (東京都中央区)）（以後89）
- 1987年、一陽会展、安田火災美術財団奨励賞受賞(損保ジャパン美術財団選抜奨励賞)。
- 1988年、安田火災美術財団奨励賞受賞作家展招待出品(旧安田火災東郷青児美術館東郷青児記念 現在の東郷青児記念 損保ジャパン日本興亜美術館)現代美術120人展（埼玉県立近代美術館）
- 1989年、´89コンテンポラリー・アート・フェスティバル　以後96年まで出品　(埼玉県立近代美術館)
- 1990年、ギャラリー・ピカソ（福島県）（91・「偶景シリーズ-ハート｣92）ギャラリー福山（東京都銀座）（「ザサンポシリーズ~偶景｣91、「偶景シリーズ-ハート｣92「偶景f シリーズ-BODY｣２「偶景シリーズ-BODY｣93）
- 1991年、福島の美術家たちⅢ招待出品(福島県立美術館)３人展　大山美信、福田陽子、松本旻(ギャラリーフレスカ‹新宿›)、武蔵野画廊個展（福島県いわき市）「ザサンポシリーズ~偶景｣日辰画廊個展（東京都銀座）（95、99）「ザサンポシリーズ~偶景｣ギャラリー中井個展（京都府京都市）（「偶景シリーズ-黒の諦観｣93、「偶景シリーズ-BODY｣95、「偶景シリーズ-BODY3（出版記念展）｣97、99）「ザサンポシリーズ~偶景｣ギャラリー・ブロッケン個展（東京都小金井市）（「偶景シリーズ-ハート｣92、「偶景シリーズ-BODY｣93、「偶景シリーズ-BODY1｣94、「偶景シリーズ-BODY｣95）
- 1992年、第22回現代日本美術展
- 1993年、３人展　大山美信、醍醐寺イサム、畠中陽一(ギャラリーフレスカ)３人展　大山美信、佐佐木幸一、畠中陽一(ギャラリーとーちき‹大分県›)
- 1994年、-画廊文化学院（東京都お茶の水）・卒業生シリーズ-大山美信、塩野谷みちる二人展、GALLERYクラマー「偶景シリーズ-BODY1｣個展（東京都目黒区）
- 1995年、開廊10周年記念展　３人展　大山美信、片岡昌　重村三雄(MUSEO CHIQUITA小さな美術館‹埼玉›)
- 1996年、第25回現代日本美術展(東京都美術館)　いまどきの美術3-新収蔵作品を中心にして-(斎藤記念川口現代美術館‹埼玉県›)
- 1997年、３人展　小山佐敏、大山美信、畠中陽一(ギャラリーフレスカ）ギャラリー八重洲東京、個展「偶景シリーズ-BODY｣（東京都八重洲）郡山市民文化センターで「偶景シリーズ-BODY3（出版記念展）｣（福島県郡山市）
- 1998年、2月～1999年1月、第4回ＮＨＫハート展(NHKハートプロジェクト[注釈 3]東京から全国巡回）
- 1999年、かねこ・あーとギャラリー個展（東京都千代田区）（00、01、02、03、04、05、06）
- 2004年、アートギャラリーこはく個展（埼玉県さいたま市）
- 2009年、KANEKO ART TOKYO(元かねこあーと)個展（東京都千代田区）三桜社画廊個展（福島）夢の庭画廊個展（長野県上田市）墨景 2009-存在としての黒　メルシャン軽井沢美術館個展（長野県軽井沢）
- 2012年、個展 墨景-二河白道 3.11・ フクシマ レクイエム(東北大地震の被災地故郷福島県へ向けての慰霊の展覧会)軽井沢観光会館（長野県）

## 主な作品所蔵先
この節の出典:
- 福島県立美術館
- (株)三笠會館（三笠会館）
- 福島県立船引高等学校